# Aljarafe

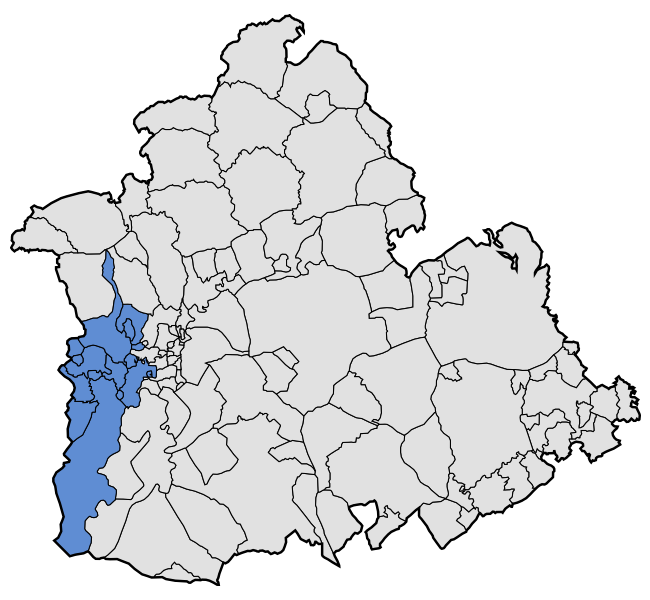
Mapa da comarca de Aljarafe
Situada em Sevilha Espanha

Aljarafe é uma comarca espanhola situada na província de Sevilha, na Andaluzia. É limitada a norte pela Serra Norte de Sevilha, a este pela Comarca Metropolitana de Sevilha, a sul pela Costa Noroeste de Cádiz e a oeste pela província de Huelva. O seu topónimo provém do árabe, que significava outeiro ou elevação (الارتفا Al Xaraf).